# Pachypoessa
Pachypoessa is een geslacht van spinnen uit de familie springspinnen (Salticidae).

## Soorten
De volgende soorten zijn bij het geslacht ingedeeld:
- Pachypoessa lacertosa Simon, 1902
- Pachypoessa plebeja (L. Koch, 1875)